# Concordia (Antioquia)
Concordia ist eine Gemeinde (municipio) im Departamento Antioquia in Kolumbien.

## Geographie
Concordia liegt in der Subregion Suroeste in Antioquia 97 km von Medellín entfernt auf einer Höhe von ungefähr 2000 m ü. NN und hat eine Durchschnittstemperatur von 19 °C. An die Gemeinde grenzen im Norden Betulia und Armenia, im Osten Titiribí und Venecia, im Süden Salgar und im Westen Salgar und Urrao.

## Bevölkerung
Die Gemeinde Concordia hat 22.364 Einwohner, von denen 8539 im städtischen Teil (cabecera municipal) der Gemeinde leben (Stand: 2022).

## Geschichte
Die Besiedlung der Region des heutigen Concordia begann ab etwa 1830. Der Ort wurde 1848 zu einer Kirchengemeinde und erhielt den Namen La Concordia. Concordia erhielt 1850 den Status einer Gemeinde, den es 1864 zunächst wieder verlor. Endgültig zur Gemeinde wurde der Ort 1868.

## Wirtschaft
Im landwirtschaftlichen Bereich wird insbesondere Kaffee angebaut. Zudem werden Rinder gehalten. In der Vergangenheit spielte die Industrie eine wichtige Rolle.

## Tourismus
In Concordia finden sich der Naturpark La Nitrera und der Wasserfall Magallo. Ein tiefes Tal formt der Río Cauca. Es können Kaffeefarmen besichtigt werden. Im Ortskern sind insbesondere der zentrale Park und die Kirche von Bedeutung.

## Söhne und Töchter der Stadt
- Regina Betancourt (* 1936), Politikerin und selbst ernannte Mentalistin, Mystikerin und angebliche Geistheilerin